# NGC 1281
NGC 1281 è una galassia ellittica situata nella costellazione di Perseo, a una distanza di circa 195 milioni di anni luce dalla nostra Via Lattea.

## Scoperta
La galassia è stata scoperta il 19 dicembre 1881 dall'astronomo irlandese di origine danese John Dreyer, l'autore del New General Catalogue.

## Descrizione
NGC 1281 fa parte dell'Ammasso di Perseo.

## Gruppo di NGC 1272
NGC 1281 fa parte del Gruppo di NGC 1272, un raggruppamento di galassie che comprende almeno 28 membri tra cui NGC 1272, IC 309, NGC 1293 e NGC 1334. Nel suo articolo del 1993, Garcia include nella lista anche IC 1907, che è un duplicato di NGC 1278, e che egli identifica con PGC 12405. Si tratta di un errore in quanto NGC 1278 corrisponde a PGC 12438 ed è è posizionata alquanto più lontana rispetto alle altre galassie del gruppo. Invece PGC 12405 appartiene effettivamente a questo gruppo.
L'intero gruppo di NGC 1272 fa parte dell'Ammasso di Perseo (Abell 426).